# Lison-Pramaggiore Merlot
Il Lison Pramaggiore Merlot è uno dei vini cui è riservata la DOC Lison-Pramaggiore.

## Caratteristiche organolettiche
- colore: rosso rubino.
- odore: vinoso piuttosto intenso, un po' erbaceo, caratteristico con profumo gradevole.
- sapore: asciutto talvolta morbido, giustamente tannico, armonico.

## Produzione
Provincia, stagione, volume in ettolitri
- Pordenone  (1990/91)  1426,57
- Pordenone  (1991/92)  1116,79
- Pordenone  (1992/93)  2848,23
- Pordenone  (1993/94)  2944,16
- Pordenone  (1994/95)  3009,67
- Pordenone  (1995/96)  1632,21
- Pordenone  (1996/97)  2570,35
- Treviso  (1990/91)  1285,5
- Treviso  (1991/92)  1019,81
- Treviso  (1992/93)  2059,96
- Treviso  (1993/94)  1428,63
- Treviso  (1994/95)  1215,06
- Treviso  (1995/96)  572,11
- Treviso  (1996/97)  1601,74
- Venezia  (1990/91)  7504,32
- Venezia  (1991/92)  15057,88
- Venezia  (1992/93)  19233,71
- Venezia  (1993/94)  20931,36
- Venezia  (1994/95)  18764,23
- Venezia  (1995/96)  14007,9
- Venezia  (1996/97)  20259,88